# Софія Шарлотта Ганноверська
Софія Шарлотта Ганноверська, герцогиня Брауншвейга і Люнебурга (нім. Sophie Charlotte von Hannover, 30 жовтня 1668, Бад-Ібург — 1 лютого 1705, Ганновер) — єдина дочка Софії Ганноверської і курфюрста Ганновера Ернста Августа Брауншвейг-Люнебургського. У 1701 році Софія Шарлотта стала першою королевою Пруссії. Вона володіла французькою, англійською та італійською мовами і, як і її мати, приятелювала з Готфрідом Лейбніцем. Бабуся Фрідріха Великого.

## Біографія
Софія Шарлотта народилася в палаці Ібург. Перші п'ять років життя вона провела разом з батьками в провінційному Ібургському палаці, потім сім'я архієпископа-курфюрста переселилася в 1673 році в нову резиденцію — палац в Оснабрюці. Вона була єдиною дочкою у своїх батьків; у неї було три старших і три молодших брати. У 1679 році після смерті її дядька Йоганна Фрідріха Брауншвейг-Люнебургського сім'я переїхала з Оснабрюка в Ганновер, де батько Софії Шарлотти вступив у володіння князівством Каленберг.
Протестантська сім'я Софії Шарлотти не виключала можливості шлюбу з католиком за політичними мотивами. Разом з матір'ю, яка захоплювалася садовим мистецтвом, Софія Шарлотта побувала у Франції. Однак головною метою поїздки Софії Ганноверської був шлюб з дофіном, сином французького короля Людовика XIV.
Спроба видати Софію Шарлотту за дофіна закінчилася невдачею, зіткнувшись з династичними планами її батька. 8 жовтня 1684 року її видали заміж за курпринца Бранденбурга Фрідріха, який був удівцем. Чотири роки по тому помер Великий курфюрст Фрідріх-Вільгельм, і Фрідріх вступив на курфюршеський трон. Шлюб, укладений з політичних мотивів, виявився нещасливим. Курфюрстіна народила Фрідріху I двох дітей, з яких вижив тільки один син, що став згодом королем Пруссії Фрідріхом Вільгельмом I.
У 1696 році Софія Шарлотта отримала в подарунок маєток Літц (Лютцов — нім. Lietzow, Lützow) з маленьким заміським палацом, який за вказівкою короля Фрідріха був перебудований у літній палац Літценбург. Так курфюрстіна, а пізніше королева жила відносно незалежно, а її чоловік отримував доступ до палацу тільки на запрошення, як, наприклад, влітку 1699 року на урочисте відкриття палацу до дня народження Софії Шарлотти. 18 січня 1701 роки Софія Шарлотта була коронована своїм чоловіком як перша королева Пруссії.
1 лютого 1705 роки Софія Шарлотта померла від запалення горла в Ганновері, перебуваючи в гостях у своєї матері. Своє останнє пристановище вона знайшла в Берлінському кафедральному соборі. Після смерті королеви палац Літценбург був перейменований у Шарлоттенбург і перебудований у дипломатичному представництві спорудження в три крила. Цей крок був зроблений Фрідріхом насамперед з династичних мотивів, оскільки прусський монарх, який не мав видатних предків і не вчинив великих подвигів, піддавався глузуванням європейських правителів і всіляко прагнув до визнання свого королівського звання. Спираючись на традиції Ганноверського королівського дому, він доклав усіх зусиль до звеличення пам'яті своєї дружини.
Королева Софія Шарлотта була інтелектуалка. Вона запрошувала до свого двору в Літценбурзі відомих людей свого часу, композиторів (Тореллі, Бонончіні, Аріосто), поетів і вчених (в тому числі Лейбніца, з яким, як і її мати, листувалася). Вона також була обдарована музично і володіла пером досить, щоб писати італійські тексти для виконання при її дворі кантат і дуетів. Під її заступництвом були поставлені перші в Берліні опери — «Аті» 1700 року (на лібретто Аббе Мауро) і «Тріумф Парнаса» («Театральний фестиваль») 1702 року.